# Pulkkila
Pulkkila var en kommun i landskapet Norra Österbotten i Finland. Kommunen hade 1 567 invånare (2008), på en yta av 411,23 km².
Den 1 januari 2009 slogs Pulkkila samman med Kestilä, Piippola och Rantsila till nybildade Siikalatva kommun.
Pulkkila var enspråkigt finskt.

## Historia
Under finska kriget stod ett slag mellan svenska och ryska trupper i Pulkkila den 2 maj 1808.

## Politik

### Mandatfördelning i Pulkkila kommun, valen 1976–2004
| 7 | 9 | 1 |

| 6 | 9 | 2 |

| 5 | 1 | 1 | 12 | 2 |

| 5 | 2 | 13 | 1 |

| 6 | 2 | 12 | 1 |

| 4 | 1 | 11 | 1 |

| 4 | 13 |

| 1 | 16 |

| 11 | 6 |